# Пернате (Новара)
Пернате (итал. Pernate) је насеље у Италији у округу Новара, региону Пијемонт.
Према процени из 2011. у насељу је живело 3391 становника. Насеље се налази на надморској висини од 147 м.